# Бек, Веслав
Веслав Мариан Бек (пол. Wiesław Marian Bek; 2 декабря 1929, Лодзь — 24 августа 2016, Варшава) — польский журналист и политик времён ПНР, функционер идеологического аппарата ПОРП, в 1980—1985 — главный редактор партийного официоза Trybuna Ludu. Участник противостояния ПОРП с независимым профсоюзом Солидарность, деятель «партийного бетона». Впоследствии посол ПНР в НРБ.

## Идеологический функционер
Окончил биолого-почвенный факультет Лодзинского университета. С 1949 работал в газете Głos Robotniczy, печатном органе Лодзинского воеводского комитета правящей компартии ПОРП. В 1951 стал одним из первых членов Союза польских журналистов. Приобрёл навыки партийного пропагандиста, в 1954 вступил в ПОРП.
В 1964 был назначен секретарём по пропаганде воеводского комитета. Затем переведён в центральный партаппарат: в 1968—1970 — заместитель начальника, в 1970—1972 — начальник пресс-бюро ЦК ПОРП, в 1972 — заместитель заведующего отделом пропаганды ЦК. С 1973 по 1978 состоял в руководстве «Рабочего издательского кооператива „Prasa-Książka-Ruch“» — партийного издательства ПОРП. В 1978—1980 — первый заместитель министра культуры и искусства ПНР Зыгмунта Найдовского. В 1971—1975 — кандидат в члены ЦК ПОРП, затем до 1981 — член Комитета партийного контроля. На идеологических постах в 1970-х проводил курс Эдварда Герека и Ежи Лукашевича, заключавшийся в «пропаганде позитива».

## Главный редактор официоза
В 1980 массовое забастовочное движение вынудило власти заключить Августовские соглашения с бастующими и легализовать независимый профсоюз Солидарность. Произошли изменения и в кадровом составе партийной номенклатуры. Веслав Бек был переведён из министерства сначала на пост заведующего отделом идеологической и воспитательной работы ЦК, затем назначен главным редактором официоза ПОРП газеты Trybuna Ludu (сменил Юзефа Барецкого).
Главная партийная редакция играла видную роль в идеолого-пропагандистском противостоянии с «Солидарностью». Веслав Бек стоял на позициях «партийного бетона», выступал доверенным функционером лидера партийных ортодоксов — члена Политбюро и секретаря ЦК ПОРП Стефана Ольшовского. Консерватизм позиции Бека отвергался значительной частью партии. На IX чрезвычайном съезде ПОРП в июле 1981 Веслав Бек был забаллотирован при выборах ЦК, но сохранил пост главного редактора.
«Trybuna Ludu» полностью поддержала военное положение, пропагандировала политику WRON. Веслав Бек говорил, что порядки военного режима должны сохраняться «до тех пор, пока поляки не забудут слово „Солидарность“». С 1983 был членом руководства Общества польско-советской дружбы.

## После отставки
В середине 1980-х генерал Ярузельский устранил с руководящих постов наиболее одиозных представителей «бетона» (Стефан Ольшовский эмигрировал в США). В 1985 Веслав Бек был снят с поста главного редактора (заменён Ежи Майкой). Переведён на дипломатическую службу, с 1986 по 1989 — посол ПНР в НРБ.
После отстранения ПОРП от власти и преобразования ПНР в Третью Речь Посполитую Веслав Бек отошёл от политики. Оставался активен в Союзе журналистов, состоял в Польско-монгольском обществе и Ассоциации «Польша — Армения». Скончался в возрасте 86 лет. Похоронен на варшавском Северном коммунальном кладбище.